# Paul Graupner
Paul Graupner (* 28. Oktober 1861 in Schwarzenberg/Erzgeb.; † 12. Juli 1927 in Dresden) war ein deutscher Kaufmann und Dichter in erzgebirgischer Mundart.
Paul Graupner schrieb in seiner Freizeit mehrere Gedichte und Anekdoten in der Mundart des Westerzgebirges, die überwiegend nur handschriftlich vorliegen. Vertont wurden die Gedichte Mei Maadel vun Arzgebirg, Alte Lieb und De Lusgusch.